# Severino Castillo
Severino Castillo – trener urugwajski.
Castillo po raz pierwszy poprowadził reprezentację Urugwaju 18 lipca 1918 roku w zremisowanym 1:1 meczu z Argentyną, którego stawką był Copa Premio Honor Uruguayo 1918.
Castillo był trenerem reprezentacji podczas turnieju Copa América 1919, gdzie Urugwaj został wicemistrzem Ameryki Południowej. Urugwaj rozegrał pod jego kierownictwem 4 mecze.
Castillo w latach 1918–1919 kierował drużyną Urugwaju w 10 meczach – pod jego pieczą Urugwaj odniósł 3 zwycięstwa, 4 razy zremisował i poniósł 3 porażki.